# 先秦漢魏晉南北朝詩
《先秦漢魏晉南北朝詩》，凡一百三十五卷，現代學者逯钦立（卓亭）輯錄。
《先秦漢魏晉南北朝詩》裒集先秦、魏晉南北朝各代的詩歌謠諺，每首詩前均列作者小傳，並考證各書的異文，版本差異，但不收《詩經》、《楚辭》。